# Tiimari
Tiimari или Tiimari Oyj Abp — сеть магазинов в Финляндии по продаже канцелярских и бытовых товаров, а также подарков.
Основана в 1975 году предпринимателем Кари Сулканеном, продавшем в 1990 году свой бизнес. Центр находится в городе Вантаа. На начало 2013 года имелось 194 магазина в различных городах Финляндии и странах Балтии — Эстонии, Латвии и Литве, но в мае в связи с кризисом компания начала процесс сокращения сотрудников, в июле закрыла 24 магазина и сократила 70 человек персонала.
18 сентября 2013 года компания подала заявление в суд о банкротстве, а 20 сентября уездный суд города Вантаа признал банкротство компаний «Tiimari Oyj Abp» и «Tiimari Retail Oy». Основатель компании Кари Сулканен считает, что «Tiimari» погубила сосредоточенность на подарочных товарах.
Конкурсный управляющий Пекка Яатинен вёл переговоры с 10 потенциальными покупателями, но ни один из них не пожелал купить сеть магазинов, в связи с чем последние магазины Tiimari закрылись в конце января 2014 года. В Финляндии у сети было 183 магазина и 650 работников.
В марте 2014 года бренд был куплен финским предпринимателем Петри Рантаненом за рекордно низкую сумму, а возобновление торговой деятельности произошло осенью 2014 года с города Коувола.